# رهمانیا گلاتنوسا
رهمانیا گلاتنوسا (نام علمی: Rehmannia glutinosa) نام یک گونه از تیره گل جالیزان است.